# Височинівка (Чугуївський район)
Височи́нівка (с 1918 до 2016 — Пролета́рське) — село в Україні, у Зміївській міській громаді Чугуївського району Харківської області. Населення становить 584 осіб. До 2020 орган місцевого самоврядування — Чемужівська сільська рада.

## Географія
Село Височинівка знаходиться на правому березі річки Мжа в місці впадання в неї річки Вільшанка (правий берег), вище за течією і на протилежному березі річки Вільшанка розташоване село Водяхівка, нижче за течією на відстані за 3 км — місто Зміїв, на протилежному березі — село Чемужівка. Через село проходить автомобільна дорога Т 2112. До села примикає лісовий масив (сосна) в якому розташовується лікарня.

## Походження назви
Назва села виникла через прізвище колишнього його власника - осадчого, ізюмського полкового хорунжого Василя Височина.
З 1918 до 2016 року село називалося Пролетарським. Назва була дана при встановленні комуністичної влади (Українська Народна Республіка Рад) в 1918 році, на честь «головуючого» класу пролетаріату.
19 травня 2016 року Верховна Рада підтримала повернення історичної назви села Пролетарське на Височинівка у рамках декомунізації. 3 червня 2016 року перейменування набуло чинності.

## Історія
- 1704 рік - дата заснування села[1];

Височинівка на мапі 1864 року

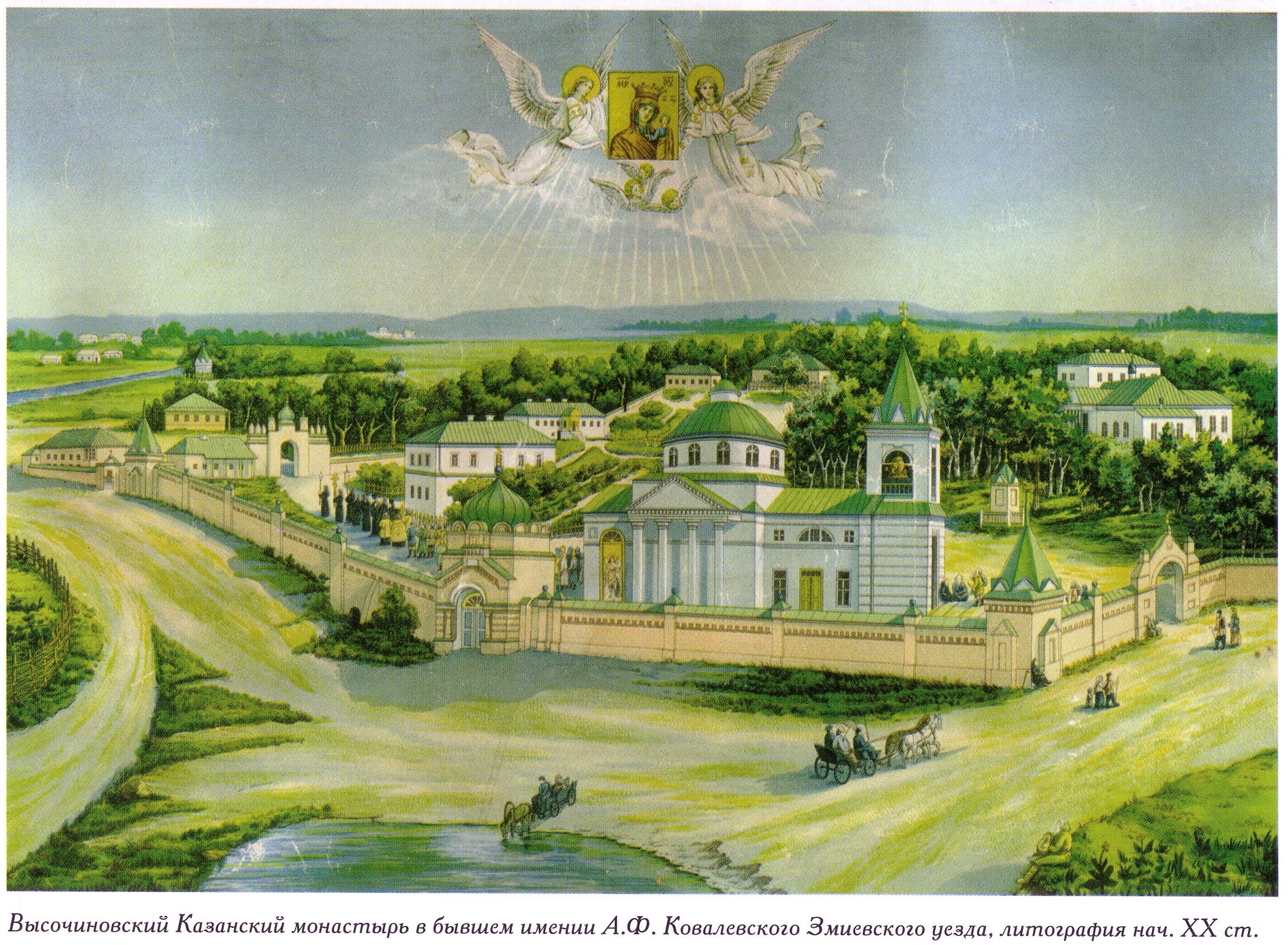
Височинівський Казанський чоловічий монастир. Літографія поч. XX ст.

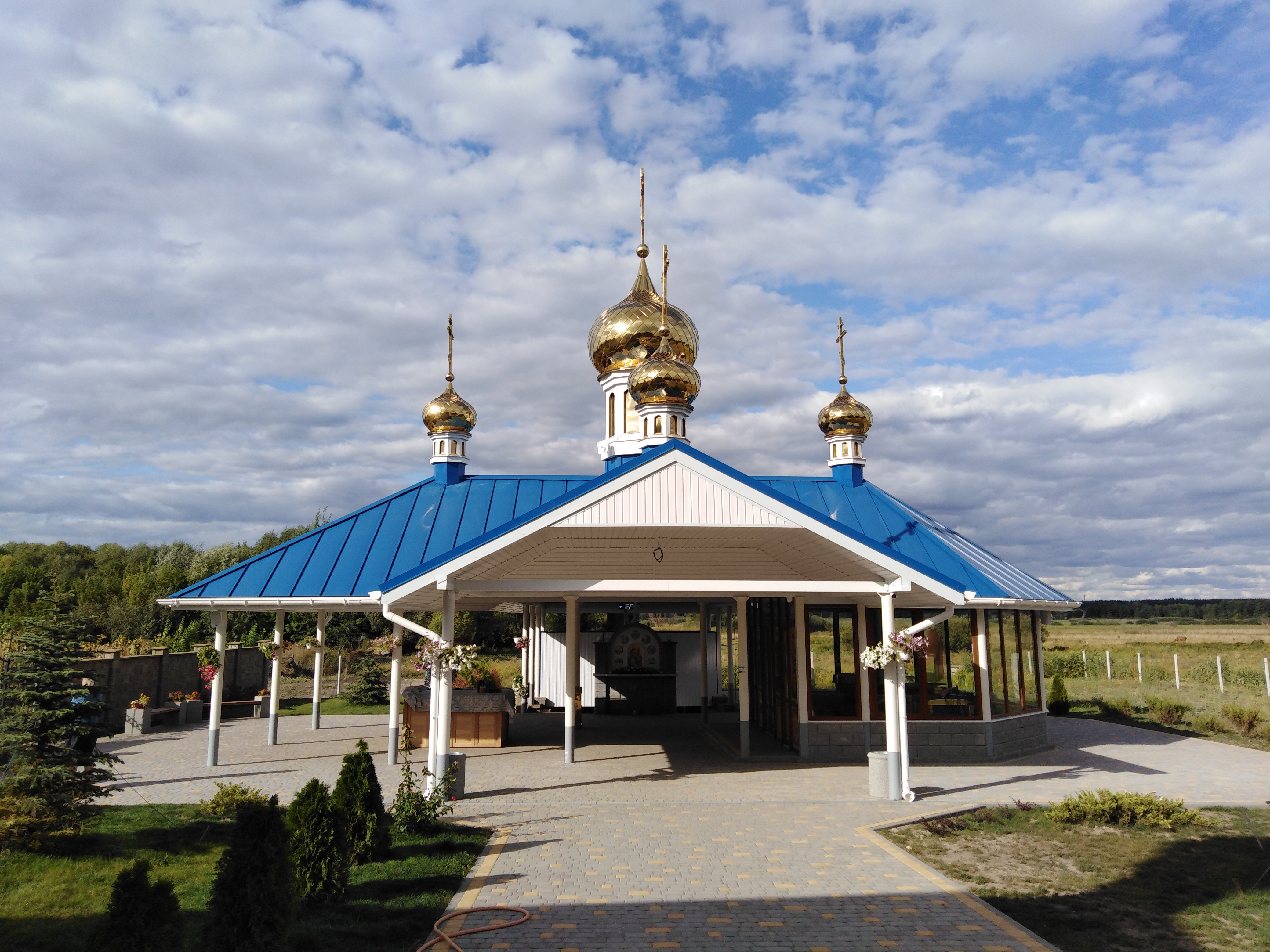
Храм в ім'я Ісуса Христа спасителя, з джерелом Височинівської ікони Божої матері

- У 1709 році, за особливі заслуги у Полтавській битві, Височинову були віддані землі сучасного села, та навколишні ліси й луки;
- У 1712 році в універсалі Ізюмського козацького полковника згадується височинівський священик[3] . Василь Височин купує, та переносить дерев'яну церков Архістратига Михаїла з села Артюхівки;
- У 1736 році, полковий хорунжий Ізюмського козацького полку Василь Іванович Височин, у лишті до Ізюмській духовній управі, скаржиться на священика Михайла, «попа, його села Височинівки» за недбальство що до своєї єпархії;
- За у 1737 році в височинівському приході було:
  - духовних 22 душ (10 чоловіків, 12 жінок);
  - козаків 27 душ (16 чоловіків, 11 жінок);
  - посполитих черкасів 95 душ (46 чоловіків, 49 жінок);
  - підданих черкасів Василя Височина 182 душ (90 чоловіків, 92 жінок);
  - підданих черкасів Колегіуму 356 душ (166 чоловіків, 190 жінок);
  - Всього 328 чоловіків, 354 жінок.
- У 1762 році до височинівського храму Архістратига Михаїла було передано святий антимінс;
- У 1779 році у «відомості, з яких саме міст і повітів Харківське намісництво сформовано та скільки було в ньому осіб» згадується село Височинівка, яке належало колезькому асесору Ковалевському та підпрапорному Височину. В селі проживало 125 осіб підданих черкас (українців). Того року воно передавалося зі складу Балаклійського комісарства Ізюмської провінції Слобідсько-Української губернії до Чугуївського повіту Харківського намісництва[4]. Також Височинівка показана на карті Чугуївського повіту Харківського намісництва з «Топографічного опису Харківського намісництва 1787 року»[5];
- Парафіян у Лимані було:
  - 1750 рік — 407 чоловік., 380 жінок;
  - 1770 рік — 420 чоловік., 409 жінок;
  - 1790 рік — 438 чоловік.;
  - 1830 рік — 448 чоловік., 457 жінок;
  - 1850 рік — 456 чоловік., 500 жінок.
- 22 грудня 1795 року, був освячений новий кам'яний храм, на місці старого (який в 1792 році похилився, й загрожував падінням);
- За даними на 1864 рік у власницькому селі Височинівка Зміївського повіту, мешкало 285 осіб (128 чоловічої статі та 157 — жіночої), налічувалось 54 дворових господарства, існувала православна церква[6];
- У 1879 році Андрій Федорович Ковалевський викупає у підполковниці Єлизавети Олександрівни Сердюковой садибу Височиних;
- У 1885 році до села приїхав преосвященний Амвросій, з метою знайти місцевість що до улаштування монастирю. А. Ф. Ковалевський схвалив цю думку;
- У 1886 році тут був заснований Височинівський Казанський чоловічий монастир, у якому найбільш цінною реліквією була Височинівська ікона Казанської Божої Матері[7];
- У 1918 році село Височинівка, було перейменовано на «Пролетарське»;
- Село постраждало внаслідок геноциду українського народу, вчиненого урядом СРСР у 1932—1933 роках, кількість встановлених жертв в Чемужівці і Пролетарському — 539 людей[8].
- У 1937 році Височинівський Казанський чоловічий монастир було зруйновано; Чудодійна ікона Казанська Божої Матері зникла;
- Станом на 1 вересня 1946 року село Пролетарське було центром Пролетарської сільської ради Зміївського району, до якої також відносились село Водяхівка та селище Пролетарське[9].

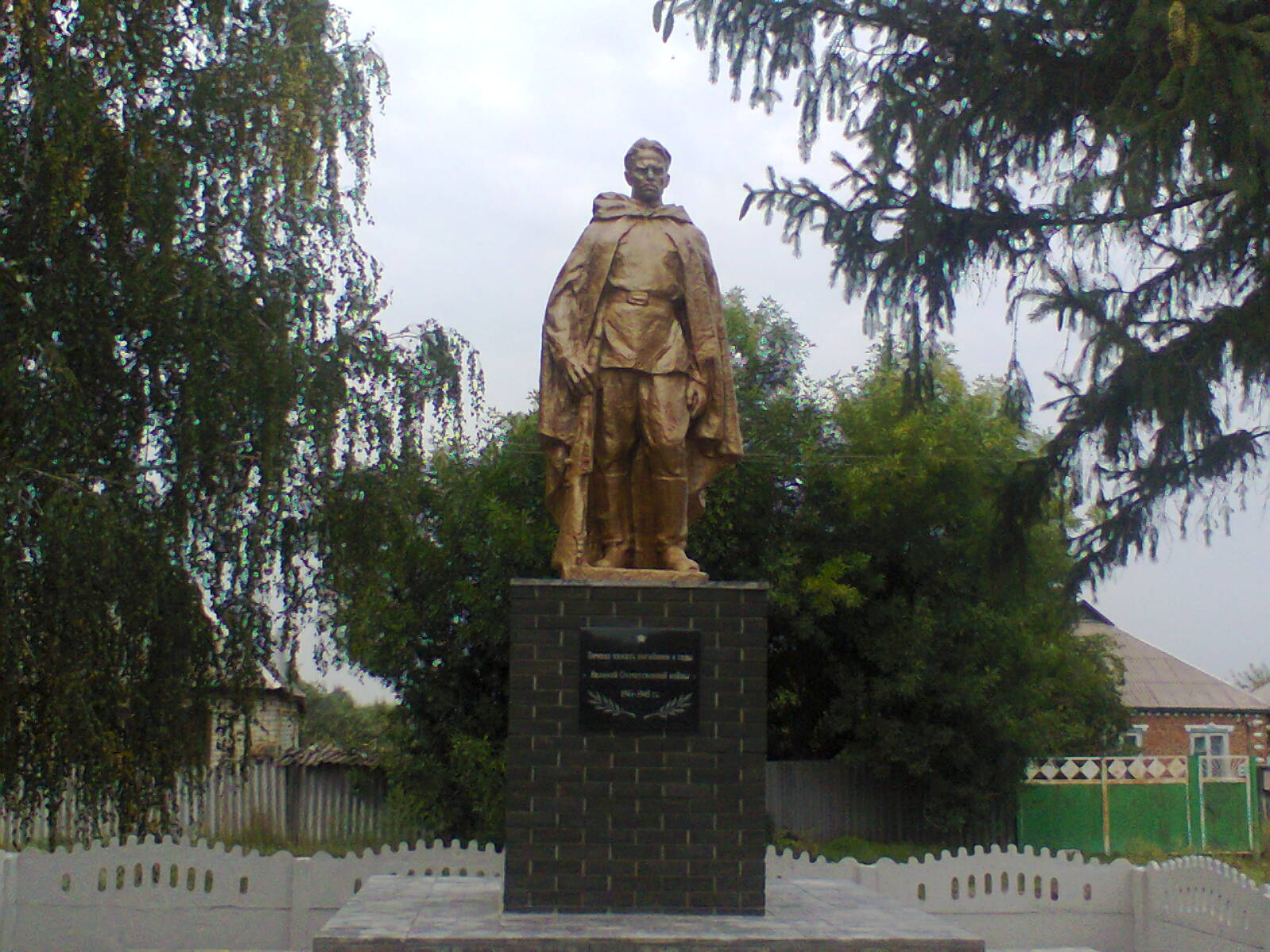
Пам'ятник солдату

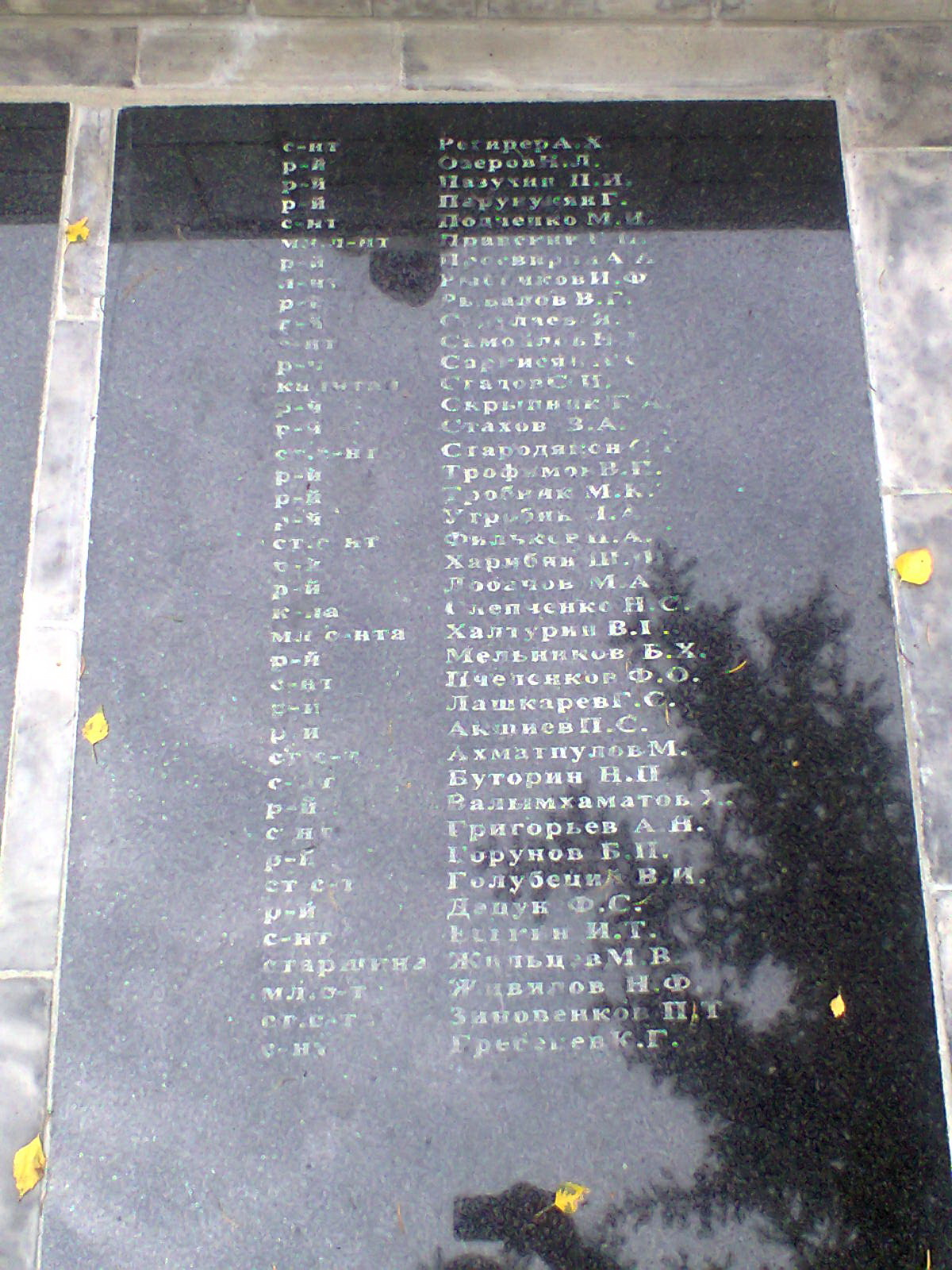
Пам'ятник солдату. Плита меморіалу

- Щонайменше з середини 1960-х років входить до складу Чемужівської сільської ради Зміївського району[10][11][12].
- 12 червня 2020 року, відповідно до Розпорядження Кабінету Міністрів України  № 725-р «Про визначення адміністративних центрів та затвердження територій територіальних громад Харківської області», увійшло до складу Зміївської міської громади.[13]
- 19 липня 2020 року, в результаті адміністративно-територіальної реформи та ліквідації Зміївського району, село увійшло до складу Чугуївського району Харківської області[14].

## Освіта
У селі існує Височинівська загальноосвітня школа І—ІІ ступенів (Височинівська філія Зміївського ліцею № 1 ім. двічі героя Радянського Союзу З. К. Слюсаренка Зміївської районної ради Харківської області), яка була заснована у 1923 році. Навчання проводиться українською мовою.
Станом на 2013 рік у школі працювало 16 учителів та навчалось 52 учнів. Школа має футбольний та гімнастичний майданчик та бібліотеку, у якій нараховується 4338 книг. Також працює низка гуртків: вокальний, хоровий, зображувальної діяльності, загальної фізичної підготовки.

## Релігія
У Височинівці розташовані Архангело-Михайлівський храм Ізюмської єпархії УПЦ МП та 
Храм Архістратига Михаїла Харківсько-Полтавської єпархії ПЦУ

## Цікаві подробиці
- Неодноразово згадується чудодійна ікона Височинська Казанської Божої Матері, яка знаходилася у височинівському храмі Архістратига Михаїла. З нею пов'язана легенда про її надходження Пушкарем (напівлегендарного мешканця цих місць), на лісовій галявині. Він, та його сім'я мешкала в місцевості де пізніше з'явилося село. Знайдена ікона вилікувала, його скаліченого діда. Після цього ікону декілька разів, намагалися перенести, до села Артюхівки, у місцеву церков. Але вона кожен раз, поверталася до хати Пушкаря. Потім, її намагалися, перенести до Зміївського Троїцького храму, але ікона знову поверталася до Пушкаря. Так вона так й зосталася, у хаті лісовика на березі Мжі. В 1712 році Василь Височин переносить дерев'яну церков Архістратига Михаїла з села Артюхівки до Височинівки, та поставив її на місці хати Пушкаря. Там й була розміщена місцева святиня. Біля храму зростало село, ікона була знана як «Височинівська». За часи епідемії холери (1831 рік), за проханням мешканців Зміїва, її було привезено до міста та два тижня служили коло неї молебень. В 1822 році, була зроблена для ікони золочена риза зі срібна, вкрита діамантами. Ікону також використовували за часи епідемії холери 1848, та 1854 років. 1866 року, у Височинівці, було відкрито чоловічий монастир, який на честь ікони отримав назву «Височинівський Казанський». У 1937 році, монастир було зруйновано, а ікона зникла назавжди.[3][16]

## Населення

### Мова
Розподіл населення за рідною мовою за даними перепису 2001 року:
| Мова            | Кількість | Відсоток |
| --------------- | --------- | -------- |
| українська      | 507       | 86.82%   |
| російська       | 62        | 10.62%   |
| білоруська      | 12        | 2.05%    |
| інші/не вказали | 3         | 0.51%    |
| Усього          | 584       | 100%     |